# Лазаревские казармы
Лазаревские казармы — комплекс из девяти зданий (восемь трехэтажных и одно двухэтажное), расположенных на Корабельной стороне Севастополя (ныне улица Героев Севастополя, 7), на возвышенном плато. Построенные в конце 1830-х — начале 1840-х годов при адмирале М. П. Лазареве. Памятник архитектуры и истории. Автор проекта — англичанин на русской службе, инженер-подполковник (затем полковник) Джон Уптон.
Казармы предназначались для размещения шести тысяч человек, моряков флотских экипажей боевых судов, базирующихся в Южной, Корабельной и других бухтах Севастополя.

## История
Перед строительством казарм и сооружением Адмиралтейства срыли верхнюю часть холма и выровняли площадку. Грунт использовали для засыпки озера в конце Южной бухты, где образовалась Пересыпь. На этом месте в настоящее время находится железнодорожный вокзал Севастополя.
Перед главным корпусом в 1867 году был открыт памятник М. П. Лазареву (скульптор Н. С. Пименов).
Казармы использовались во время Крымской войны 1853—1856 лет. История казарм неразрывно связана с историей города и Черноморского флота, о чём свидетельствуют мемориальные доски, установленные на зданиях.
С 1931 по 1942 год в них размещалось Севастопольское военно-морское училище береговой обороны ВМФ имени ЛКСМУ.
В конце XIX века в Лазаревских казармах был создан учебный отряд Черноморского флота, который готовил специалистов для кораблей и частей ЧФ. 19 сентября 1969 учебном году отряду было присвоено имя адмирала П. С. Октябрьского.
В 1999—2000 годах основной корпус казарм был реконструирован. С 2000 года в нём разместился Черноморский филиал МГУ имени М. В. Ломоносова. На территории казарм построено новое здание, в котором размещены общежитие, столовая и клуб университета (архитектор Д. Демидов).

## Архитектура
Шесть трехэтажных казарм окаймляют внешний контур каре, в виде практически замкнутого прямоугольника. Один корпус расположен на внутренней территории, другой примыкает к каре с запада, как бы продолжая длинную сторону прямоугольника, обращенную фасадом до Южной бухты. Учитывая важное градообразующее значение фронта казарм, обращенных в сторону Корабельной и Южной бухт, автор проекта уделил достаточное внимание фасадам корпусов, решенных в монументальных формах ампирного стиля. Дома построены из блоков инкерманского известняка. Формы зданий по периметру каре повторяют друг друга и незначительно отличаются габаритами и деталями.
Внутренняя планировка зданий, в основном коридорного типа осуществлена в стиле рационализма. Нижний ярус составляют подвальные помещения, предназначенные для хранения необходимых запасов. Внешние фасады лишены пышной отделки за исключением короткого парапета по углам крыш (балюстрадой вдоль центральных фасадов и глухими с торцов), пилястр и руста первого яруса между ними.
Особое внешнее декорирование отличает центральный корпус казарм: половина ротонды южной стороны, рустованная аркада первого этажа у центрального входа, массивный фронтон на ризалите с полуколоннами тосканского ордера, широкие ступеньки и жидкие объёмы оконных проёмов.